# 1725 en architecture
| Années de l'architecture : 1722 - 1723 - 1724 - 1725 - 1726 - 1727 - 1728    |
| Décennies de l'architecture : 1690 - 1700 - 1710 - 1720 - 1730 - 1740 - 1750 |

Cet article présente les faits marquants de l'année 1725 en architecture.

## Réalisations
- Italie
  - Escalier de la Trinité-des-Monts, à Rome, conçu par les architectes Francesco de Sanctis et Alessandro Specchi.
- Royaume-Uni : 
  - Queen Square à Londres, district de Bloomsbury dans le borough de Camden.
- Russie : 
  - Peterhof, surnommé le Versailles russe, résidence du tsar Pierre Ier le Grand, près de Saint-Pétersbourg.

## Événements
- Début de la reconstruction du cloître et des bâtiments conventuels, construction du logis abbatial, à l'abbaye Notre-Dame de Fontmorigny, en France, dans le Cher.

## Récompenses
- Prix de Rome : Une église conventuelle, Pierre-Étienne Le Bon premier grand prix ; Clairet, deuxième grand prix.

## Naissances
- 5 janvier : François-Joseph Gombert, architecte français actif à Lille († 9 octobre 1801).
- 3 février : Léonard Roux, architecte français, actif à Lyon († guillotiné 13 décembre 1793).
- Date précise inconnue :
  - François Dominique Barreau de Chefdeville, architecte français († 29 juin 1765).
  - Joseph-Marie de Saget, architecte français, actif à Toulouse et dans le Languedoc († 23 mai 1782).

## Décès
- 2 mars : José Benito Churriguera, architecte et sculpteur espagnol qui a donné son nom au style baroque espagnol, le baroque churrigueresque (° 21 mars 1665.
- 10 avril : Pierre II Mignard le chevalier Mignard », peintre et architecte français (° 20 février 1640).
- 9 juin : Cristoforo Schor, architecte et scénographe italien.
- Date précise inconnue : 
  - Tommaso Napoli, moine dominicain et architecte sicilien, auteur d'un traité d'architecture sur la perspective (° 1659.